# Дайнелліс Монтехо
Дайнелліс Монтехо  (ісп. Daynellis Montejo; нар. 8 листопада 1984) — кубинська тхеквондистка, олімпійська медалістка.

## Виступи на Олімпіадах
| Олімпіада  | Дисципліна | Місце |
| ---------- | ---------- | ----- |
| Пекін 2008 | до 49 кг   | 3T    |